# Lhoba
Los lhoba (chino: 珞巴族; pinyin: Luòbā zú) son uno de los grupos étnicos más pequeños entre los 56 reconocidos oficialmente por el gobierno de la República Popular China. Se dividen en dos grupos: los boga'er y los yidu. Habitan la zona sudeste del Tíbet.

## Idioma
Los lhoba tiene su propia lengua, perteneciente a la misma familia de lenguas que el idioma tibetano. La lengua lhoba no tiene alfabeto escrito. A pesar de que se desarrolló un sistema de escritura, basado en el alfabeto latino, la mayoría de los lhoba de mayor edad no saben leer ni escribir. También son pocos los que conocen la lengua tibetana.

## Historia
Al no existir ningún documento escrito se conoce muy poco de la historia antigua de este pueblo. La ocupación del Tíbet por parte de China cambió radicalmente algunas de las costumbres de este pueblo. 
El principal cambio fue la integración dentro de la cultura tibetana y la progresiva desaparición de su estricto sistema de clases. Los lhoba estaban divididos en dos castas: la aristocracia (maide) y el pueblo (nieba). Ambos grupos no podían relacionarse ni mezclarse.
Por lo general, los nieba eran esclavos y se les ejecutaba si intentaban escapar.

## Cultura
Tanto las costumbres como las vestimentas varían según los diferentes clanes. Los hombres lhoba que habitan en la zona norte visten con chaquetas negras sin mangas que llegan hasta la cintura. Los botones de las chaquetas están realizados con lana de oveja. 
Las mujeres visten camisas de manga corta y faldas de lana. El peso de los ornamentos que utilizan las mujeres es símbolo de su estatus social. Las lhoba se adornan con conchas, monedas de plata, cinturones de hierro y pendientes de plata. Sus vestidos son similares a los utilizados por los tibetanos.
A los lhoba les gusta beber y fumar. Por eso, aprovechan cualquier celebración para degustar un vaso de vino. Su dieta es baja en sal, por lo que el bocio se ha convertido en un mal endémico, agravado por las malas condiciones sanitarias.
La caza es una tradición entre los miembros de esta etnia. Por eso, los jóvenes aprenden enseguida a cazar. El estatus de las mujeres sigue siendo muy bajo. Aún se las considera inferiores a sus padres o esposos.

## Religión
Como resultado de los continuos tratos comerciales con los tibetanos, muchos lhoba se han convertido al lamaísmo en los últimos años, ya que la mayoría de los negocios se realizan con monasterios budistas. Otros siguen adorando a los dioses locales y veneran a las almas de los antepasados.